# Martin Hudec
Martin Hudec (* 27. června 1980) je český rallyový závodník. V roce 2013 závodil ve WRC v kategorii WRC-2, o rok později v kategorii ERC-2 v Mistrovství Evropy.
Úzce spolupracoval s rodinným týmem Semerádů.

## Výsledky

### Výsledky ve WRC
| Rok  | Tým                | Vůz                      | Třída | 1   | 2      | 3   | 4      | 5   | 6   | 7   | 8      | 9   | 10  | 11    | 12  | 13  | Umístění  | Body |
| ---- | ------------------ | ------------------------ | ----- | --- | ------ | --- | ------ | --- | --- | --- | ------ | --- | --- | ----- | --- | --- | --------- | ---- |
| 2013 | Semerád Rally Team | Mitsubishi Lancer Evo IX | WRC-2 | MON | SWE 10 | MEX | POR WD | ARG | GRE | ITA | FIN 12 | GER | AUS | FRA 8 | ESP | GBR | 34. místo | 5b   |

### Výsledky v MČR Rally
| Year | Entrant              | Car                      | 1       | 2       | 3      | 4      | 5       | 6       | 7      | 8     | MMČR | Points |
| ---- | -------------------- | ------------------------ | ------- | ------- | ------ | ------ | ------- | ------- | ------ | ----- | ---- | ------ |
| 2009 | Krimi Stop           | Mitsubishi Lancer Evo IX | VAL 24  | ŠUM     | KRU    | HUS    | BAR     | PŘÍ     | BOH    |       | -    | 0      |
| 2011 | Toba Czech Racing    | Mitsubishi Lancer Evo IX | VAL 20  | ŠUM -   | KRU 20 | HUS 11 | BOH Ret | BAR Ret | PŘÍ 17 |       | 26th | 5      |
| 2012 | SAS Zlín             | Mitsubishi Lancer Evo IX | JÄN 8   |         |        |        |         |         |        |       | 9th  | 34     |
| 2012 | SF-CZ.cz             | Mitsubishi Lancer Evo IX |         | VAL Ret | ŠUM 10 | KRU 10 | HUS Ret | BOH -   |        |       | 9th  | 34     |
| 2012 | Semerád Rally Team   | Mitsubishi Lancer Evo IX |         |         |        |        |         |         | BAR 23 | PŘÍ 5 | 9th  | 34     |
| 2013 | Semerád Rally Team   | Mitsubishi Lancer Evo IX | JÄN Ret | ŠUM     | KRU    | HUS    | BOH     | BAR     | PŘÍ    |       | -    | -      |
| 2014 | Semerád Rally Team   | Mitsubishi Lancer Evo IX | JÄN 5   | KRU     | ŠUM    | HUS    | BOH     | BAR 12  | PŘÍ    |       | 20.  | 36     |
| 2015 | GPD Orsák RallySport | Škoda Fabia S2000        | ŠUM     | KRU     | HUS    | BOH    | BAR 12  | KLA 8   |        |       | 21.  | 18     |